# International Centre for Trade and Sustainable Development
O International Centre for Trade and Sustainable Development (abreviado ICTSD), que traduzido literalmente seria "Centro Internacional para o Comércio e o Desenvolvimento Sustentável", é uma organização não-governamental sem fins lucrativos. Foi fundanda em 1996 e possui sua sede em Genebra, na Suíça. Além de contribuir para a melhor compreensão de questões ambientais e desenvolvimentistas no âmbito do comércio internacional, tem como missão influenciar o sistema de comércio internacional para que este avance em direção ao desenvolvimento sustentável. Trabalham na mesma especialistas em diversas aréas relacionadas aos temas do objeto social da organização e que representam diversas nacionalidades.